# Expectorar

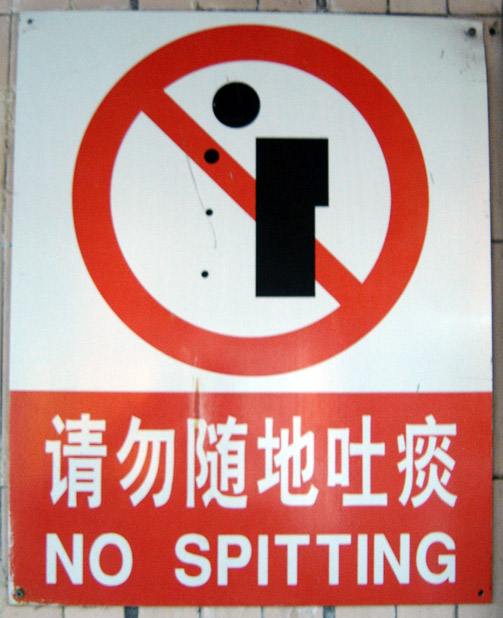
Senyal de no escopir.

Expectorar és l'acció d'expulsar per la boca mucositat i matèria procedent de les vies respiratòries; solen ser secrecions produïdes pel mateix aparell respiratori. L'acció d'expectorar és l'expectoració. També s'anomena 'expectoració', 'esput' o 'flegma' la matèria expulsada. No ha de confondre's 'expectorar' amb 'escopir', que consisteix a expulsar saliva per la boca.

## Patologia
Tant per excés com per defecte, l'expectoració suggereix el patiment d'alguna malaltia. A més, si s'acompanya de sang ( esput hemoptoic ), secrecions purulentes ( tos vòmica ) o altres alteracions en el seu color o contingut, també orienten cap a determinats problemes de salut que han de ser consultats immediatament a un metge.

## Tractament
En general, s'utilitzen els expectorants, que són fàrmacs que afavoreixen l'expulsió de les secrecions bronquials acumulades. Tot i que depenent de la malaltia que origina o altera l'expectoració, es fan servir diferents tipus de medicaments.
Quan la persona no pot eliminar per ella mateixa les secrecions de les vies respiratòries, se li aplica una sonda que va connectada a un aspirador.